# Würzburg Baskets
O Würtzburg Baskets, também conhecido como FIT/One Würzburg Baskets em virtude de seu contrato de patrocínio e também durante longo período como s.Oliver Würzburg (2010-2023),  é um clube de basquetebol profissional com sede em Wurtzburgo, Alemanha que atualmente disputa a BBL (Alemanha). Suas partidas como equipe mandante são disputadas na Tectake Arena com 4.756 espectadores.

## Temporada por Temporada

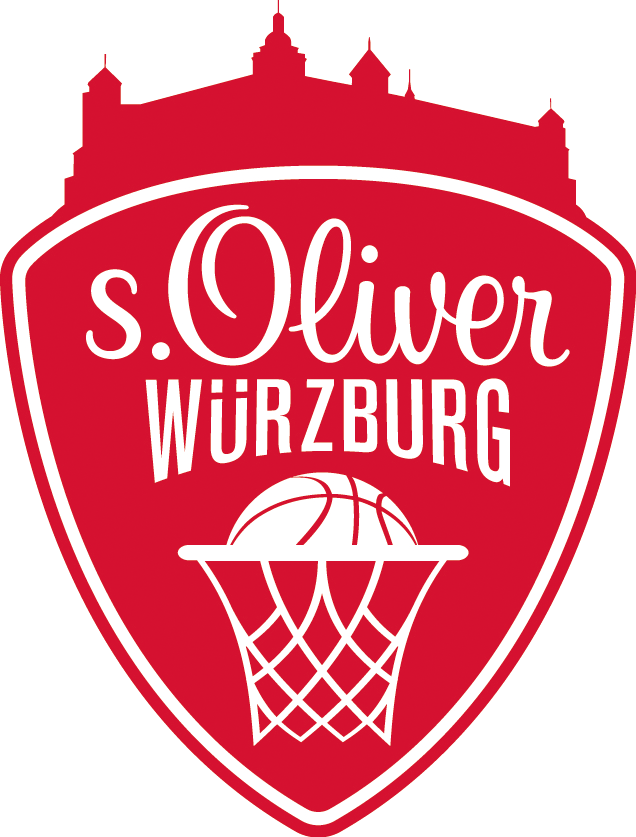
Escudo do S. Oliver Würzburg.

| Temporada | Nivel | Liga         | Pos. | Resultado da Temporada | Competições Europeias   |
| --------- | ----- | ------------ | ---- | ---------------------- | ----------------------- |
| 2007–08   | 4     | RegionalLiga | 3º   |                        |                         |
| 2008–09   | 4     | RegionalLiga | 1º   | Promovido campeão      |                         |
| 2009–10   | 3     | ProB         | 3º   | Promovido              |                         |
| 2010–11   | 2     | ProA         | 2º   | Promovido              |                         |
| 2011–12   | 1     | Bundesliga   | 4º   |                        |                         |
| 2012–13   | 1     | Bundesliga   | 9º   |                        | 2 Eurocup TR            |
| 2013–14   | 1     | Bundesliga   | 17º  | Rebaixado              |                         |
| 2014–15   | 2     | ProA         | 2º   | Promovido              |                         |
| 2015–16   | 1     | Bundesliga   | 8º   |                        |                         |
| 2016–17   | 1     | Bundesliga   | 14º  |                        |                         |
| 2017-18   | 1     | Bundesliga   | 9    |                        |                         |
| 2018-19   | 1     | Bundesliga   | 9ª   |                        | 4 Copa Europeia FN      |
| 2019-20   | 1     | Bundesliga   | 8ª   |                        |                         |
| 2020-21   | 1     | Bundesliga   | 16ª  |                        |                         |
| 2021-22   | 1     | Bundesliga   | 12ª  |                        |                         |
| 2022-23   | 1     | Bundesliga   | 10º  |                        |                         |
| 2023-24   | 1     | Bundesliga   | 5º   | Semifinais             |                         |
| 2024-25   | 1     | Bundesliga   | 6º   | Semifinais             | 3 Liga dos Campeões R16 |
| 2025-26   | 1     | Bundesliga   |      |                        | 3 Liga dos Campeões     |

## Equipe reserva - ProB Sul
O s.Oliver Würtzburg possui uma equipe reserva composta por jovens atletas do clube que atualmente disputa a 2.Bundesliga ProB (3ª divisão) e manda seus jogos no TGW-Sportzentrum Freggrube com capacidade para 700 espectadores.

### Histórico de Temporadas
| Temporada | Nível | Liga           | Pos. | Resultado         |
| --------- | ----- | -------------- | ---- | ----------------- |
| 2008-09   | 5     | 2.Regionalliga | 1º   | Promovidocampeão  |
| 2009-10   | 4     | Regionalliga   | 13º  |                   |
| 2010-11   | 4     | Regionalliga   | 11º  | Rebaixado         |
| 2011-12   | 4     | 2.Regionalliga | 1º   | Promovidocampeão  |
| 2012-13   | 4     | Regionalliga   | 8º   |                   |
| 2013-14   | 4     | Regionalliga   | 1º   | Promovidocampeão  |
| 2014–15   | 3     | ProB           | 6º   | Oitavas de Finais |
| 2015–16   | 3     | ProB           | 9º   |                   |
| 2016–17   | 3     | ProB           | 7º   | Quartas de Finais |
| 2017-18   | 3     | ProB           | 10   |                   |
| 2018-19   | 3     | ProB           | 10º  |                   |
| 2019-20   | 3     | ProB           | 2º   |                   |

fonte:eurobasket.com